# Блаж
Блаж (рум. Blaj) — місто у повіті Алба в Румунії, що має статус муніципію.

## Географія
Місто розташоване на відстані 257 км на північний захід від Бухареста, 27 км на північний схід від Алба-Юлії, 71 км на південь від Клуж-Напоки, 143 км на північний захід від Брашова.

## Історія
Як ідеологічний центр румунського національного руху в Трансільванії, Блаж відіграв важливу роль у формуванні національної свідомості румунів. У 1848 році в Блажі відбулося кілька зустрічей румунів з Трансільванії. На зборах, скликаних Аврамом Янку 30 квітня 1848 року, були сформульовані ідеї скасування кріпосного права та рівноправності румунського населення Трансільванії з іншими народами.

## Адміністративний устрій
Адміністративно місту підпорядковані такі села (дані про населення за 2002 рік):
- Ізвоареле (2226 осіб)
- Веза (1576 осіб)
- Делень-Обиршіє (4 особи)
- Менераде (982 особи)
- Петрісат (594 особи)
- Спетак (99 осіб)
- Тіур (1720 осіб)
- Флітешть (4 особи)

## Населення
За даними перепису населення 2002 року у місті проживали 20 765 осіб.
Національний склад населення міста:
| Національність            | Кількість осіб | Відсоток |
| ------------------------- | -------------- | -------- |
| румуни                    | 17091          | 82,3%    |
| цигани                    | 1900           | 9,2%     |
| угорці                    | 1697           | 8,2%     |
| німці                     | 63             | 0,3%     |
| італійці                  | 4              | < 0,1%   |
| болгари                   | 2              | < 0,1%   |
| євреї                     | 2              | < 0,1%   |
| українці                  | 1              | < 0,1%   |
| поляки                    | 1              | < 0,1%   |
| вірмени                   | 1              | < 0,1%   |
| не вказали національність | 2              | < 0,1%   |

Рідною мовою назвали:
| Мова                  | Кількість осіб | Відсоток |
| --------------------- | -------------- | -------- |
| румунська             | 19158          | 92,3%    |
| угорська              | 1543           | 7,4%     |
| німецька              | 43             | 0,2%     |
| циганська             | 14             | 0,1%     |
| болгарська            | 2              | < 0,1%   |
| італійська            | 2              | < 0,1%   |
| українська            | 1              | < 0,1%   |
| польська              | 1              | < 0,1%   |
| не вказали рідну мову | 1              | < 0,1%   |

Склад населення міста за віросповіданням:
| Релігія                                       | Кількість осіб | Відсоток |
| --------------------------------------------- | -------------- | -------- |
| православні                                   | 14784          | 71,2%    |
| греко-католики                                | 3397           | 16,4%    |
| реформати                                     | 988            | 4,8%     |
| римо-католики                                 | 744            | 3,6%     |
| баптисти                                      | 394            | 1,9%     |
| п'ятдесятники                                 | 227            | 1,1%     |
| бретрени                                      | 95             | 0,5%     |
| лютерани (Синодально-пресвітеріанська церква) | 21             | 0,1%     |
| унітарії                                      | 15             | 0,1%     |
| лютерани (Аугсбурзького сповідання)           | 15             | 0,1%     |
| лютерани                                      | 13             | 0,1%     |
| не релігійні                                  | 9              | < 0,1%   |
| атеїсти                                       | 6              | < 0,1%   |
| мусульмани                                    | 3              | < 0,1%   |
| юдеї                                          | 2              | < 0,1%   |
| не вказали релігію                            | 3              | < 0,1%   |

## Міста-побратими
Муніципалітет Блаж є побратимом з такими населеними пунктами:
- Бакеу
- Алльшвіль (Швейцарія)
- Реканаті (Італія)
- Дурлешти (Молдова)

## Зовнішні посилання
- Дані про місто Блаж на сайті Ghidul Primăriilor [Архівовано 14 травня 2012 у Wayback Machine.]